# Маллинават

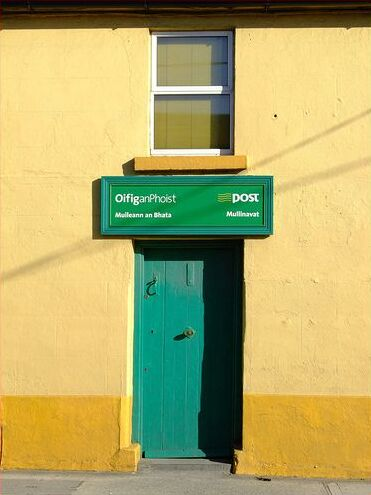
Почта Маллинавата

Маллинават (англ. Mullinavat; ирл. Muileann an Bhata, «[мельница, до которой можно добраться только с помощью палки]») — деревня в Ирландии, находится в графстве Килкенни (провинция Ленстер).
Местная железнодорожная станция была открыта 21 мая 1853 года и закрыта 1 января 1963 года.

## Демография
Население — 255 человек (по переписи 2006 года). В 2002 году население составляло 309 человек.
Данные переписи 2006 года:
| Общие демографические показатели |               |                               |                               |      |      |
| Всё население                    | Всё население | Изменения населения 2002—2006 | Изменения населения 2002—2006 | 2006 | 2006 |
| 2002                             | 2006          | чел.                          | %                             | муж. | жен. |
| 309                              | 255           | −54                           | −17,5                         | 127  | 128  |